# Mochitsura Hashimoto
Le capitaine de corvette Mochitsura Hashimoto (橋本以行, Hashimoto Motchitsura), né le 14 octobre 1909 à Kyoto et mort le 25 octobre 2000 à Kyoto, est un officier de la Marine impériale japonaise de 1933 à 1945. Il commanda plusieurs sous-marins pendant la Guerre du Pacifique, notamment le RO-44, le I-158 et le I-58. Il est célèbre pour avoir coulé l'USS Indianapolis (CA-35) et pour avoir témoigné à décharge au procès du commandant de celui-ci, Charles B. McVay III.
À la fin de sa vie, il était prêtre shintoïste dans un temple de Kyoto.